# SN 1997cl
SN 1997cl – supernowa typu IIn odkryta 2 maja 1997 roku w galaktyce A135418-2744. W momencie odkrycia miała maksymalną jasność 18,30m.